# 中正神社

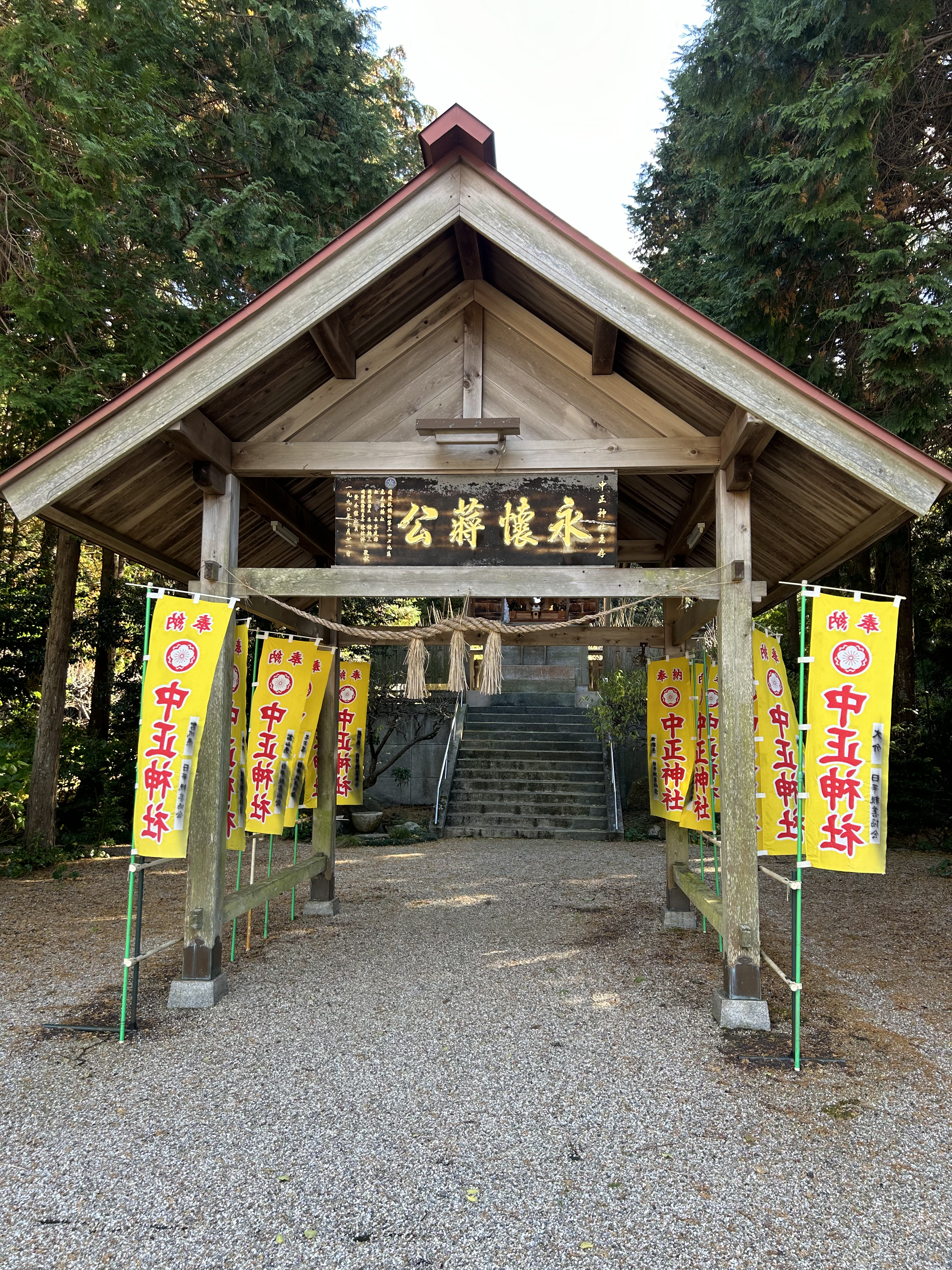
神門

中正神社（ちゅうせいじんじゃ）とは、愛知県額田郡幸田町にある、中華民国の初代総統蔣介石を祀った神社である。貴嶺宮（きれいぐう）に併設されている。
「中正」は蔣介石の本名（「介石」は字）であり、中華民国（台湾）では「蔣中正」の名が一般的である。貴嶺宮によると、中正神社は蔣介石を奉った日本で唯一の神社であるという。

## 由緒
境内の由緒書きには下記のようにある。

## 例大祭
例大祭は蒋介石の命日である4月5日に執り行われる。当日は社殿に日章旗とともに中華民国の国旗である青天白日満地紅旗が掲げられ、1時間ほどの儀式が行われる。例大祭には白団の家族などが参列することがあるという。

## 山蔭神道および貴嶺宮について
中正神社は宗教法人山蔭神道（やまかげしんとう）の本宮である貴嶺宮の敷地内に造営されている。山蔭神道は神社本庁に所属しない、単立の神道系の宗教法人であり、山蔭基央によって1954年に設立された新興宗教である。山蔭神道は古神道を主としているが、教義や行法には修験道や神智学、吉田神道など時代や教義を問わずさまざまな宗教の影響がみられる。

## アクセス
JR東海道本線幸田駅より東へ徒歩で約40分。